# Mariano Llobet Román
Mariano Llobet Román (Ibiza, 28 de octubre de 1927 - Madrid, 24 de septiembre de 2016) fue un abogado nacido en las Islas Baleares, conocido por su activa defensa de la autonomía de las islas durante la década de 1960. Abogado y promotor turístico, destacó por su implicación a nivel político, económico y cultural en la actividad de las Islas Baleares.

## Biografía

### Nacimiento e infancia
Mariano Llobet Román nació en la ciudad de Ibiza, en la calle Mayor de Dalt Vila, el día 28 de octubre de 1927. Falleció a los 88 años en Madrid el 24 de septiembre de 2016. Sus padres, el farmacéutico Mariano Llobet Calbet y Juana Román Ferrer, hija del abogado, arqueólogo y político Juan Román Calbet, pertenecían a conocidas familias ibicencas. 
Mariano Llobet Román fue el segundo de cinco hermanos. Él y sus cuatro restantes Pilar, Vicenta, Juana y Carlos, quedaron pronto huérfanos por la temprana muerte de sus progenitores: en 1932 el padre y en 1935 la madre. Tras su fallecimiento, quedaron a cargo de sus tías Vicenta y Josefina Román y Cecilia Llobet y de su abuela paterna Pilar Calbet.

### Colegio y universidad
Mariano Llobet Román cursó los estudios primarios en su ciudad natal en los colegios de Nuestra Señora de la Consolación, Cristo Rey y en la escuela privada de Mariano Torri Llobet. En 1938, en plena guerra civil inició el bachillerato, que entonces comprendía siete cursos escolares, en el Instituto de segunda enseñanza de Ibiza, permaneciendo en el centro durante los tres primeros cursos. Posteriormente continuó en los colegios de los Teatinos en Palma, Mallorca y de los Dominicos en Valencia. 
En 1946 ingresó en la Facultad de Derecho de la Universidad de Valencia, licenciándose, en 1952, en la Universidad de Oviedo. Poco después se licenció también en Ciencias Políticas y Económicas, Sección de Políticas, en la Universidad Complutense de Madrid, donde realizó el curso para el doctorado en Derecho. En 1953-54 completó estudios en Francia y Suiza.

## Primeros pasos en la administración: Lanzarote y Guinea Ecuatorial
Tras finalizar su servicio militar, como Alférez de Infantería en el Regimiento Teruel n.º 48 de guarnición en Ibiza, ingresó por oposición en el Cuerpo Nacional de Secretarios de Administración Local de Primera Categoría, siendo destinado al Cabildo Insular de Lanzarote (1956-59) y a continuación a Santa Isabel de Fernando Poo, hoy Malabo, en Guinea Ecuatorial (1959-63), entonces perteneciente a España. 

## Carrera en las Islas Baleares
En 1963 pasó a ocupar la Secretaría General del Ayuntamiento de Ibiza, cargo que desempeñó hasta 1973, en que se retiró a la actividad privada de Abogado y empresario hotelero. En 1979 ocupó durante unos meses la Secretaría General de la Diputación de Teruel, solicitando pronto su excedencia en el cargo.
En 1956 se casó con Carmen Pérez-Pedrero Tur, de la que tuvo cuatro hijos, Juana, Mariano, José Manuel y Jorge. Desgraciadamente falleció su esposa en 1972. En 1986 casó en segundas nupcias con doña Rosario Galindo Alonso, de la que no tuvo descendencia.

### Autonomía para las Islas Baleares
Fue Mariano Llobet de los primeros en reclamar para las Baleares un régimen de autonomía, distinguiéndose en los años 60 por sus conferencias y artículos de prensa en los que se propugnaba la creación para las islas de un régimen similar al de los Cabildos Insulares de Canarias, consiguiendo que se incluyera la propuesta en el Consejo Económico Social Sindical de Baleares de 1965, defendiendo en Ibiza la ponencia correspondiente que fue aprobada y cuyas conclusiones fueron presentadas a Franco el día 16 de julio de 1965, constituyendo el antecedente de la constitución de los Consejos Insulares en las Islas Baleares. Durante la transición política a la democracia y como experto en derecho administrativo formó parte de diferentes comisiones para la instauración de los Consejos Insulares y liquidación de la Diputación Provincial. Fue miembro fundador del Partido Nacionalista de Ibiza y Formentera, por el que se presentó en las elecciones de 1977 a Senador por las Pitiusas. No consiguiendo el escaño, que logró Abel Matutes Juan.

### Participación en la vida social balear
En la década de los 60 colaboró en la organización de las Bienales Internacionales de Arte de Ibiza y en la fundación del Museo de Arte Contemporáneo. Participó intensamente en la vida social pitiusa y en sus más significativas entidades habiendo ostentado la presidencia de sociedades tan representativas como la Asociación de Cazadores de Ibiza y Formentera, el Club Náutico de Ibiza, la sociedad cultural recreativa Ebusus, el Rotary Club de Ibiza, el Fomento de Turismo de Ibiza y Formentera. 
Pronunció en Ibiza y Formentera muchas conferencias sobre cuestiones históricas, turísticas, jurídicas y etnológicas, publicando también sobre el particular artículos en la prensa local y nacional. 
En 1984 fue nombrado presidente de la Federación Española de Centros de Iniciativas y Organizaciones de Promoción Turística (FECIT), cargo que desempeñó durante 12 años. Asistió, en representación de las Islas Pitiusas, al I y II Congreso Nacional de Turismo, desde los que se marcó a partir de 1964 la política turística nacional que transformó la economía española. Fue miembro del Instituto Balear de Promoción del Turismo y del Consejo Provincial de Radio Televisión Española.
En su actividad privada se distinguió, hasta su jubilación en la década de 1990, como abogado y promotor turístico, impulsando y participando en la formación de sociedades mercantiles y en la construcción de emblemáticos establecimientos hoteleros de Ibiza.
Entre las condecoraciones que recibió a lo largo de su vida figura la Encomienda de Número de la Orden del Mérito Civil, concedida por el rey Juan Carlos I e impuesta en abril de 1998 por el entonces Ministro ibicenco de Asuntos Exteriores Abel Matutes Juan. Al cesar en la Secretaría Del Ayuntamiento de Ibiza se le nombró por la corporación “Archivero Honorario” en reconocimiento a sus esfuerzos por salvar el valioso archivo histórico municipal.

## Premios y reconocimientos
- Encomienda de Número de la Orden del Mérito Civil (Ministerio Ibicenco de Asuntos Exteriores, 1998)

## Obras
Entre sus más destacadas publicaciones figuran: 
- Personas y días de la Segunda República. Valencia, 2016
- La Guerra Civil en Ibiza y Formentera. Valencia, 2007
- Apuntes sobre la persecución religiosa en la diócesis de Ibiza durante la Guerra Civil española de 1936 a 1939. Ibiza, 2010.